# الدوري البيروي لكرة القدم 1970
الدوري البيروفي لكرة القدم 1970 (بالإسبانية: Campeonato Descentralizado 1970)‏ هو الموسم 42 من الدوري البيروفي لكرة القدم. كان عدد الأندية المشاركة فيه 14، وفاز فيه نادي سبورتينغ كريستال.